# Furu-Awa
Furu-Awa es un municipio del departamento de Menchum de la región del Noroeste, Camerún. En noviembre de 2005 tenía una población censada de 13 997 habitantes.
Se encuentra ubicado cerca de la frontera con Nigeria.